# Minderhout
Minderhout is een dorp in de Belgische provincie Antwerpen en een deelgemeente van de stad Hoogstraten. Minderhout was een zelfstandige gemeente tot aan de gemeentelijke herindeling van 1977.

## Toponymie[1]
Het toponiem Minderhout bestaat uit twee woorddelen, namelijk minder en hout.
- Het achtervoegsel -hout is afkomstig van het Germaanse woord hulta (bos).
- Minder is afgeleid van het Germaanse woord minre met de betekenis minder.

De naam Minderhout verwijst dan ook vermoedelijk naar een gebied dat beduidend minder bebost was dan elders in de omgeving.
Een legende zegt dat bij de bouw van de kerk in Minderhout te veel hout werd aangebracht. Waarop de bouwers vanuit de bouwplaats "minder hout" riepen.
De oudste vermelding, Minrehout dateert uit circa. 1238.

## Geschiedenis
Omstreeks 1920 zijn enkele urnen gevonden die mogelijk uit de La Tène-periode stammen. Verdere gegevens over de voorgeschiedenis van Minderhout zijn (nog) niet bekend.
Oorspronkelijk (oudste vermelding ca. 1238) werd de plaats Minrehout genoemd. Het was een afzonderlijk leen, welke in 1518 door keizer Karel V werd verenigd met de lenen van Hoogstraten, Meir, Morele en Wortel tot een graafschap.
Minderhout werd vanuit Baarle gesticht. Het patronaatsrecht was vanaf 1238 in handen van de Abdij van Sint-Michiels te Antwerpen en het wereldlijk bestuur viel onder het Land van Breda. Tussen 1303 en 1334 kwam Minderhout aan het Land van Hoogstraten. De plaats Castelré, ook behorend tot Minderhout, bleef echter deel uitmaken van het Land van Breda.
Minderhout was een leen van de heer van Hoogstraten en tot 1448 heerste er de familie Van Kuik. Daarna kwam Minderhout direct onder Hoogstraten. In 1794 werd Minderhout een zelfstandige gemeente en bleef dat tot eind 1976, toen het een deelgemeente werd van de fusiegemeente Hoogstraten. 
Gedurende de 19e eeuw werden de heidevlakten stelselmatig ontgonnen. De industriële families Jacquemyns en Voortman waren hier in eerste instantie voor verantwoordelijk. Door Edouard Jacquemyns werd in 1853 ook nog een steenfabriek opgericht, de briqueterie et tuilerie de Heerle-Minderhout. Door de economische crisis werd de productie in 1930 gestaakt. 

### Slag bij Hoogstraten in 1814
Bij de kerk staat een rustbank met het opschrift Slag bij Hoogstraten 1814. De tekst herinnert aan de slag bij Hoogstraten die ook in het centrum van Minderhout woedde. Met de bajonet op het geweer werd lijf-aan-lijf gevochten om het oude kerkhof in een brandend dorp. Uiteindelijk leidde de zesde coalitieoorlog tot de verbanning van Napoleon naar het eiland Elba. 
In 1956 werd een nieuwe steenfabriek, Desta genaamd, in gebruik genomen.

## Galerij

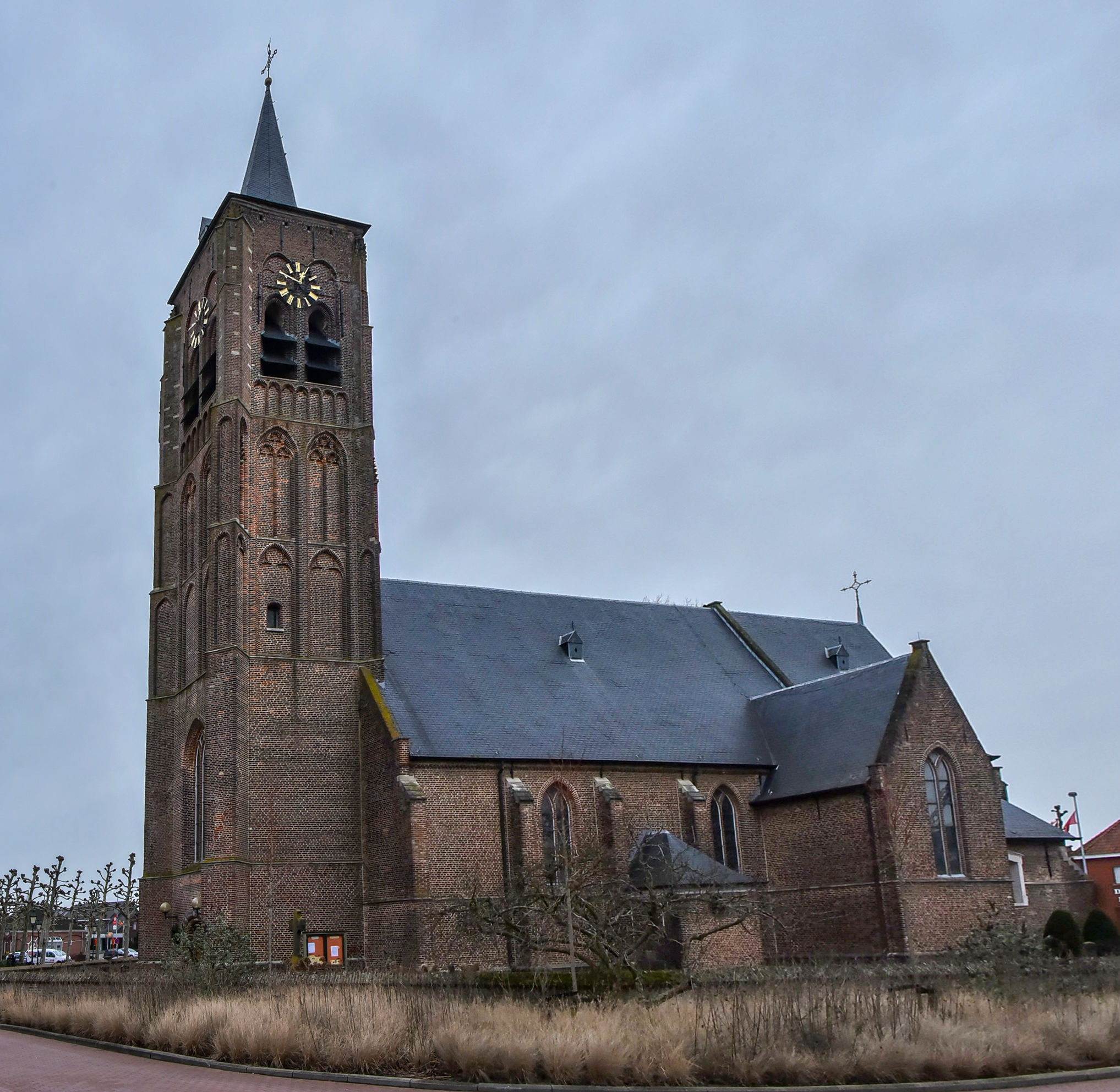
Sint-Clemenskerk
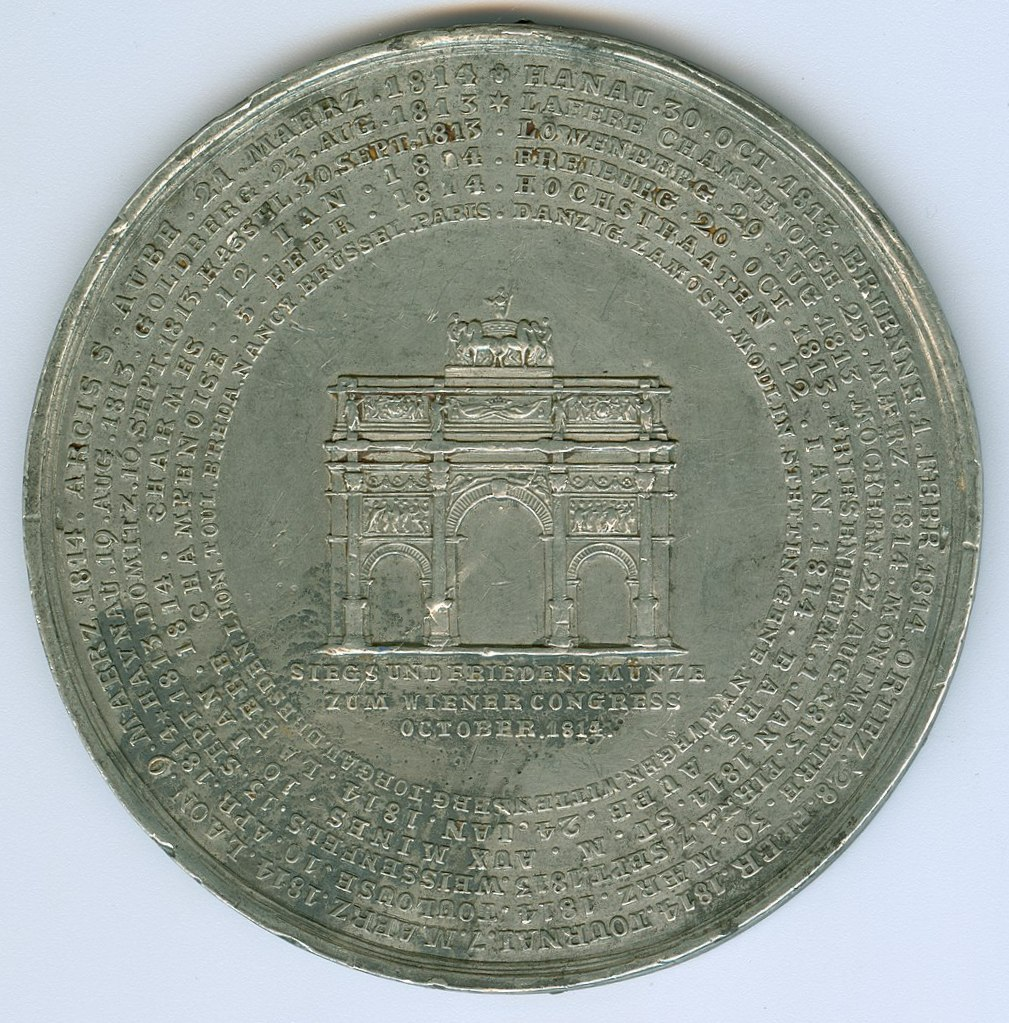
Medaille (oktober 1814) gemaakt voor het Congres van Wenen, met vermelding van de Slag van Hoogstraten, collectie Stedelijk Museum Hoogstraten
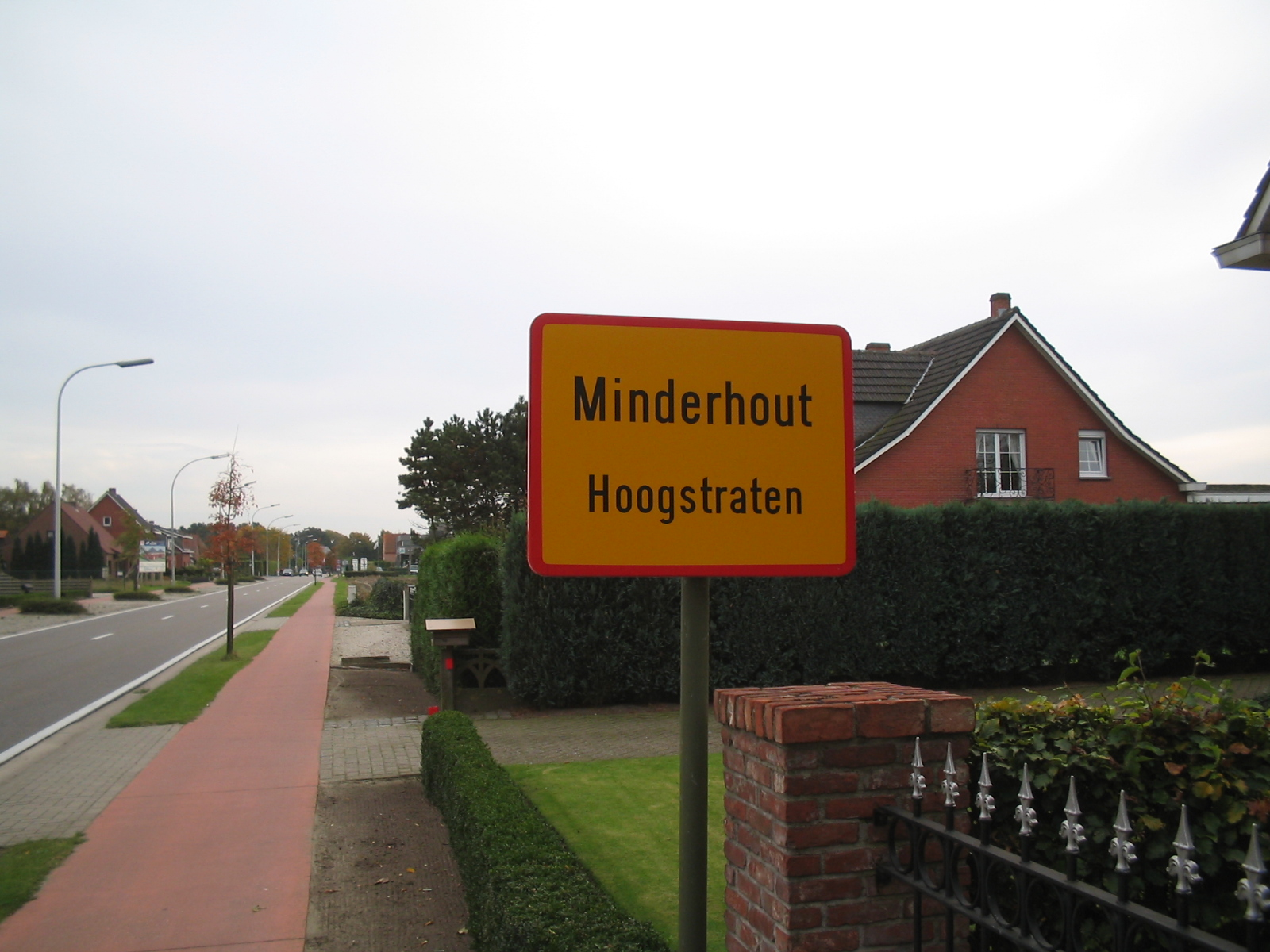
Minderhout

## Bezienswaardigheden
- De Sint-Clemenskerk
- Het Missiezustersklooster, aan de Bredaseweg
- De Onze-Lieve-Vrouw-van-Zeven-Smartenkapel, aan de Kapeldreef

## Natuur en landschap
Minderhout ligt in de Noorderkempen op een hoogte van ongeveer 20 meter. De grens met Nederland wordt gevormd door de rivier de Mark en de zijrivier ervan, het Merkske. Het Nederlandse plaatsje Castelré met omgeving bevindt zich onmiddellijk ten oosten van de kom van Minderhout en vormt bijna een enclave in Belgisch gebied, slechts over 100 meter met Nederland verbonden.

## Demografische ontwikkeling
- Bronnen:NIS, Opm:1806 tot en met 1970=volkstellingen; 1976 = inwoneraantal op 31 december

## Politiek

### Geschiedenis

#### Lijst van burgemeesters[4]
| Tijdspanne | Tijdspanne  | Burgemeester                                    |
| ---------- | ----------- | ----------------------------------------------- |
|            | 1800 - 1858 | Claude Frans Geerts                             |
|            | 1859 - 1872 | Daniël Janssens                                 |
|            | 1873 - 1879 | Joannes Clemens Dries                           |
|            | 1879 - 1884 | Daniël Janssens                                 |
|            | 1885 - 1890 | Joannes Clemens Dries                           |
|            | 1891 - 1903 | Petrus Aerts                                    |
|            | 1904 - 1941 | Alfons Desmedt (Kath. Partij/UCB)               |
|            | 1941 - 1944 | Everard Pieter 's Jongers (oorlogsburgemeester) |
|            | 1944 - 1958 | Alfons Desmedt (CVP)                            |
|            | 1959 - 1976 | Jozef Desmedt (CVP)                             |

## Geboren in Minderhout
- Octave Van Rysselberghe (1855-1929), art-nouveau-architect

## Geslacht Minderhout
De achternaam 'Minderhoud' of '(van) Minderhout' is waarschijnlijk ontstaan door iemand afkomstig uit deze plaats, die zich rond 1450 heeft gevestigd in Antwerpen. Veruit de bekendste naamdrager is de schilder Hendrik van Minderhout.

## Nabijgelegen kernen
Meer, Hoogstraten, Castelré, Meerle